# إيان مارتن
إيان مارتن ناشط / مستشار إنجليزي في مجال حقوق الإنسان وفي وقت ما مسؤول في الأمم المتحدة.  كانت آخر مهمة له في الأمم المتحدة كممثل خاص للأمين العام ورئيس بعثة الأمم المتحدة للدعم في ليبيا .  من 2015 إلى 2018 كان المدير التنفيذي لتقرير مجلس الأمن.

## حياته السابقة
تلقى مارتن تعليمه في مدرسة برينتوود في برينتوود، إسيكس وتخرج من كلية إيمانويل ، كامبريدج مع مرتبة الشرف الأولى في التاريخ والاقتصاد.  بعد ذلك ، كان طالب دراسات عليا في اقتصاديات التنمية بجامعة هارفارد لمدة عام.
من عام 1969 إلى عام 1972 ، عمل مارتن في مؤسسة فورد في الهند وباكستان وبنغلاديش.  في عام 1971 أثناء وجوده في دكا، باكستان الشرقية، شهد بداية حرب استقلال بنغلاديش. 
بعد عودته إلى المملكة المتحدة، عمل مارتن مع مجلس العلاقات المجتمعية في ريدبريدج في لندن ثم خدم لمدة خمس سنوات كأمين عام للمجلس المشترك لرعاية المهاجرين، تليها ثلاث سنوات كأمين عام لجمعية فابيان.  وكان مستشارًا لحزب العمال في منطقة ريدبريدج بلندن من 1978 إلى 1982.

## منظمة العفو الدولية
أدت أعمال مارتن السابقة في شبه القارة الهندية إلى أن يصبح رئيسًا لمنطقة آسيا في قسم الأبحاث بمنظمة العفو الدولية في عام 1985.  في 1 أكتوبر 1986، أصبح الأمين العام لمنظمة العفو الدولية ، وهو المنصب الذي شغله حتى أكتوبر 1992.    عدد الأعضاء والمؤيدين والمشتركين في المنظمة تضاعف تقريبا خلال فترة شغل مارتن لمنصب الأمين العام. ترأس مارتن بعثات منظمة العفو الدولية إلى إسرائيل والأراضي المحتلة، أوغندا، البحرين، الكويت، جمهورية كوريا، الأرجنتين، النمسا، مصر، بنغلاديش، كوبا، الفلبين، المجر، موزمبيق، الاتحاد السوفيتي، سوريا، باكستان، السودان، الأردن، اليمن، كولومبيا، بيرو، بوتان، كازاخستان، قيرغيزستان، أوزبكستان، تونس، الهند. 

## الأمم المتحدة
شغل مارتن عددًا من المناصب العليا في الأمم المتحدة والمنظمات الدولية الأخرى. أثناء عمله في مؤسسة كارنيغي للسلام الدولي، طُلب منه العمل كمدير لحقوق الإنسان ونائب المدير التنفيذي للأمم المتحدة / البعثة المدنية الدولية في هايتي.    بعد مغادرة هايتي، تم تعيين مارتن رئيسًا لعملية الأمم المتحدة الميدانية لحقوق الإنسان في رواندا من 1995 إلى 1996.
تم تعيين مارتن مستشارًا خاصًا للعمليات الميدانية لحقوق الإنسان للمفوض السامي لحقوق الإنسان في عام 1998، ثم نائب الممثل السامي لحقوق الإنسان في مكتب الممثل السامي للبوسنة والهرسك من عام 1998 إلى عام 1999.    خلال بعثة الأمم المتحدة في تيمور الشرقية التي حظيت باهتمام عالمي في عام 1999، وعمل مارتن كممثل خاص للأمين العام للأمم المتحدة فيها . من عام 2000 إلى عام 2001 تم تعيينه نائبا للممثل الخاص للأمين العام للأمم المتحدة في بعثة الأمم المتحدة في إثيوبيا وإريتريا . وفي عام 2006، شغل منصب المبعوث الخاص للأمين العام لتيمور الشرقية .

### نيبال
من 2005 إلى 2006، تولى مارتن رئاسة مكتب مفوض الأمم المتحدة السامي لحقوق الإنسان في نيبال.    في أكتوبر / تشرين الأول 2005، أصدرت حكومة الملك جيانيندرا قانونًا إعلاميًا مقيدًا نتج عنه إصدار مكتب مارتن بيانًا يشجبه باعتباره «انتهاكًا للمعايير الدولية لحقوق الإنسان». شغل مارتن أيضًا منصب الممثل الشخصي للأمين العام في نيبال لدعم عملية السلام 2006-2007 ، والممثل الخاص للأمين العام ورئيس بعثة الأمم المتحدة في نيبال 2006-2009.

### غزة
في عام 2009 ، تم تعيين مارتن لرئاسة مجلس تحقيق مستقل بمقر الأمم المتحدة من قبل الأمين العام للأمم المتحدة بان كي مون من أجل التحقيق في تسع حوادث منفصلة خلال الحرب على غزة 2008-2009 تضمنت وفيات أو إصابات أو أضرار في مرافق الأمم المتحدة.     خلص تقرير المجلس، الذي صدر ملخص عنه في 5 مايو 2009، إلى أن سبع حوادث منفصلة كانت نتيجة إطلاق النار من قبل قوات الدفاع الإسرائيلية، لكنه لم يجد أي دليل على استخدام مرافق الأمم المتحدة لشن هجمات ضد الجيش الإسرائيلي. 
كما أوصى المجلس بأن تواصل الأمم المتحدة التحقيق في انتهاكات القانون الإنساني الدولي التي يرتكبها على طرفي النزاع: القوات الإسرائيلية، وحماس، ومسلحون فلسطينيون آخرون.   في أبريل 2011 ، أصدرت ويكيليكس وثائق تشير إلى أن سفيرة الولايات المتحدة لدى الأمم المتحدة سوزان رايس أجرت اتصالا مع بان كي مون في 4 مايو 2009 وضغطت عليه لرفض توصية مارتن بإجراء تحقيق بعيد المدى.  بحلول ذلك الوقت، كان مجلس حقوق الإنسان التابع للأمم المتحدة قد أعاد تحديد نطاق التحقيق الذي فوضه وأنشأ بعثة الأمم المتحدة لتقصي الحقائق بشأن نزاع غزة برئاسة ريتشارد غولدستون .

### ليبيا
عُيِّن مارتن مستشارًا خاصًا للأمين العام بشأن التخطيط لما بعد النزاع في ليبيا في أبريل 2011 وكان مسؤولاً عن تنسيق مختلف وكالات الأمم المتحدة وصناديقها وبرامجها فضلاً عن التشاور مع المنظمة الدولية للهجرة والبنك الدولي..  خلال هذا العمل في ليبيا، زار بنغازي واستشار المجلس الوطني الانتقالي .
شغل مارتن منصب الممثل الخاص للأمين العام ورئيس بعثة الأمم المتحدة للدعم في ليبيا من 11 سبتمبر 2011 حتى 17 أكتوبر 2012 عندما خلفه طارق متري.  مع جورج شاربنتييه كنائبه، قاد فريقًا من 200 موظف مكلف بالمساعدة في مجموعة من الواجبات بما في ذلك المساعدة الانتخابية وتدريب الشرطة.  في 10 مايو 2012 ، أخبر مارتن مجلس الأمن التابع للأمم المتحدة أن هناك تقارير موثوقة عن الموالين للزعيم المخلوع معمر القذافي تعرضوا لسوء المعاملة وحتى التعذيب حتى الموت في مراكز الاحتجاز الخاضعة لسيطرة الحكومة الانتقالية.  في أبريل 2012 ، ألقيت قنبلة على قافلة كان يستقلها.  في 8 أغسطس 2012 ، كان مارتن حاضرًا في طرابلس حيث سلم المجلس الوطني الانتقالي السلطة إلى المؤتمر الوطني العام . 

## آخر
في عام 2003 ، حصل على درجة الدكتوراه الفخرية من جامعة إسكس . 
شغل مارتن أيضًا منصب نائب رئيس المركز الدولي للعدالة الانتقالية من 2002 إلى 2005.   وقد ألقى محاضرات عن حقوق الإنسان في جامعات بما في ذلك كلية الحقوق بجامعة هارفارد  وتشمل كتاباته تقرير المصير في تيمور الشرقية: الأمم المتحدة، والاقتراع، والتدخل الدولي .

## الآراء
أيد مارتن استنتاج لجنة الحقوقيين الدولية بأن جرائم الحرب وأعمال الإبادة الجماعية قد ارتكبها الجيش الباكستاني والمتعاونون معه خلال حرب تحرير بنغلاديش.  وفي سياق دعمه لمحاكمة جرائم الحرب من قبل محكمة الجرائم الدولية، أعرب عن رأي مفاده أن العملية يجب أن تكون خالية من الضغوط السياسية.
يعارض مارتن عقوبة الإعدام وشن حملة ضد استخدامها في جميع أنحاء العالم.  

## روابط خارجية
- مقابلة مع قناة الجزيرة
- مقابلة مع معهد السلام الدولي
- مقابلة مع مركز أنباء الأمم المتحدة